# Дрівеген (Тернезен)
Дрівеген (нід. Driewegen) — селище в нідерландській провінції Зеландія. Входить до муніципалітету Тернезен.
Його площа становить 0,26 км², а населення станом на 2021 рік складало 185 осіб.